# Spilosoma lutea
Spilosoma lutea és una papallona nocturna de la subfamília Arctiinae i la família Erebidae.
Es troba a la Zona Paleàrtica, part de Turquia, Geòrgia, el Kazakhstan, sud de Sibèria (excloent Buriàtia), Mongòlia Oriental, Amur, Xina, Corea i Japó.

## Descripció
Les ales d'aquesta espècie són groguenques (els mascles tendeixen a ser més grocs que les femelles) i en general estan marcats amb una fila en diagonal de taques fosques a les ales anteriors i alguns altres punts dispersos en ambdues ales davanteres i ales posteriors. L'extensió de les marques negres varia considerablement, amb exemples gairebé impecables fins a formes melàniques en gran manera negres. L'envergadura alar és de 34-42 mm.
Els adults volen de maig a juliol.
La larva és de coloració marró pàl·lida i molt peluda. És polífaga, alimentant-se d'una ampla varietat d'arbres, arbustos i plantes herbàcies (vegeu llista).
Aquesta espècie passa l'hivern com a pupa.

## Plantes alimentàries enregistrades
- Alnus - Vern
- Mentha - Menta
- Plantago - Plantatge
- Quercus - Roure
- Rheum - Ruibarbre
- Ribes - Riber
- Rubus - Gerdera
- Rumex - agrella
- Senecio - Herba cana
- Urtica - Ortiga

## Subespècies
- Spilarctia lutea lutea
- Spilarctia lutea adzharica Dubatolov, 2007 (Geòrgia)
- Spilarctia lutea japonica (Rothschild, 1910) (Mig Amur, Primórie, Sakhalín, Illes Kuril del sud, Xina oriental, Corea, Japó)
- Spilarctia lutea rhodosoma (Turati, 1907) Sicília, amb major nombre de taques negres; però especialment distingida per l'abdomen vermell brillant.

## Galeria

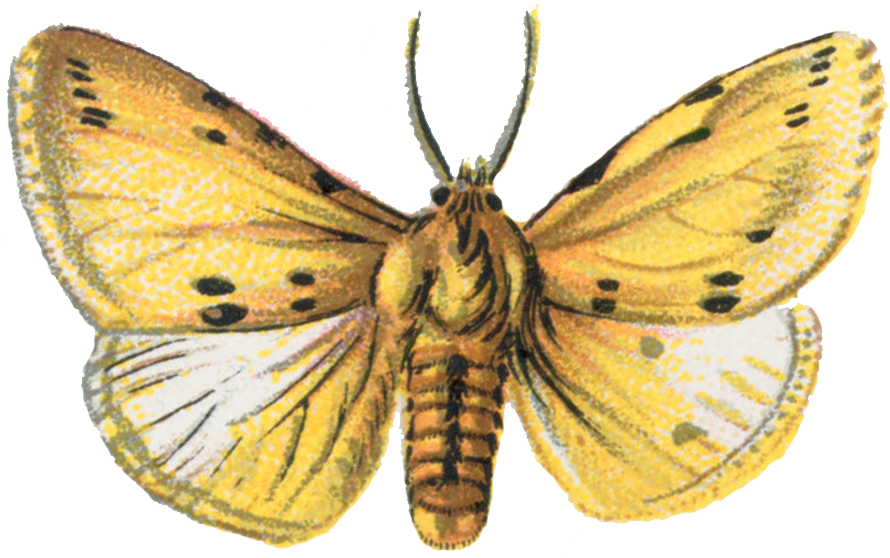
Il·lustració
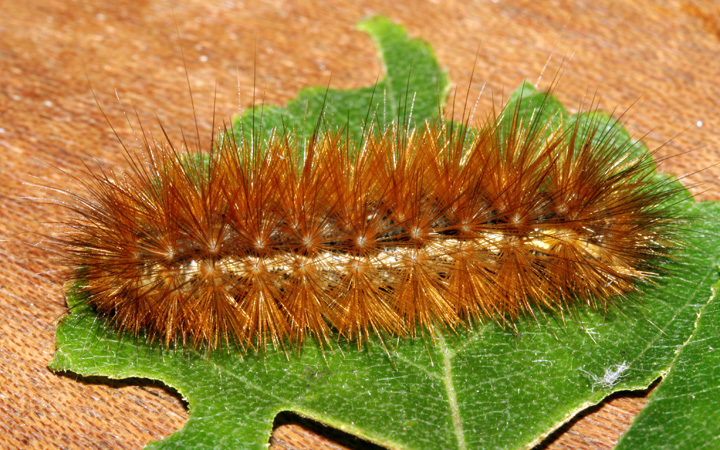
Larva
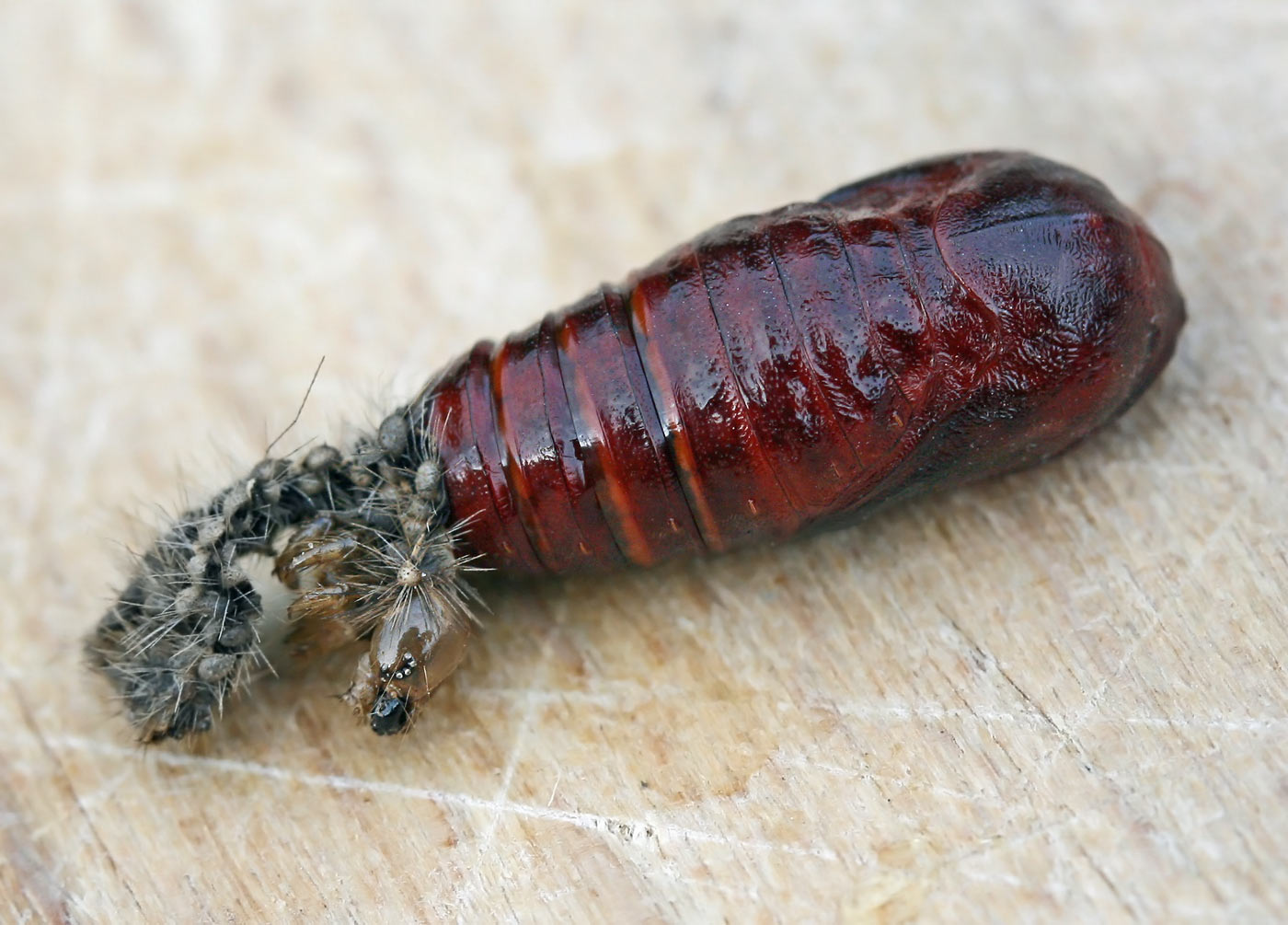
Pupa
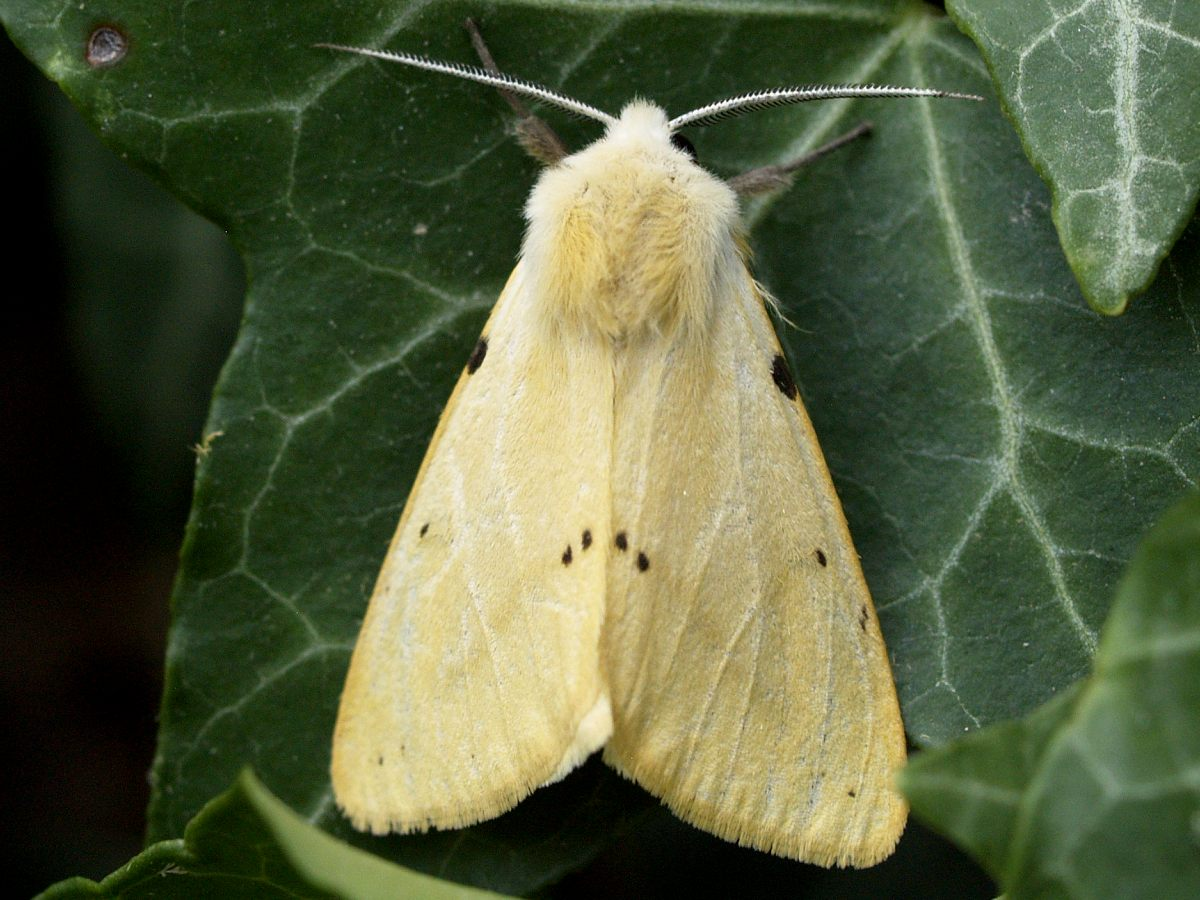
Imago
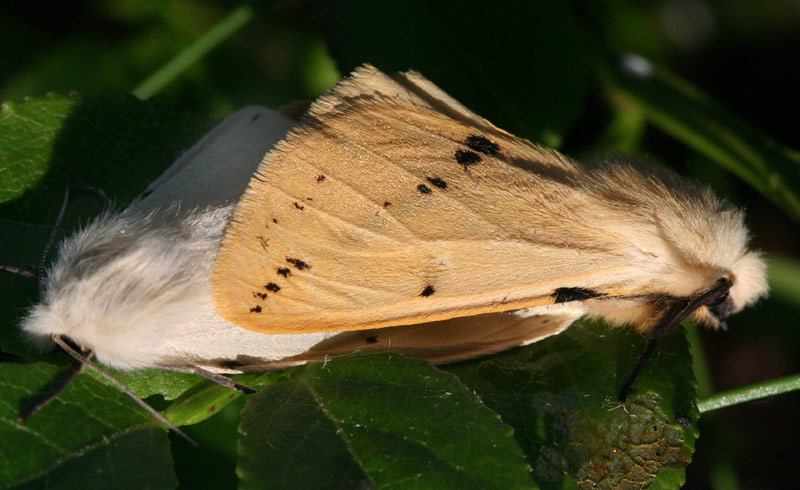
Còpula